# Ehemalige Landesirrenanstalt Heppenheim
Koordinaten: 49° 38′ 6″ N, 8° 38′ 36″ O

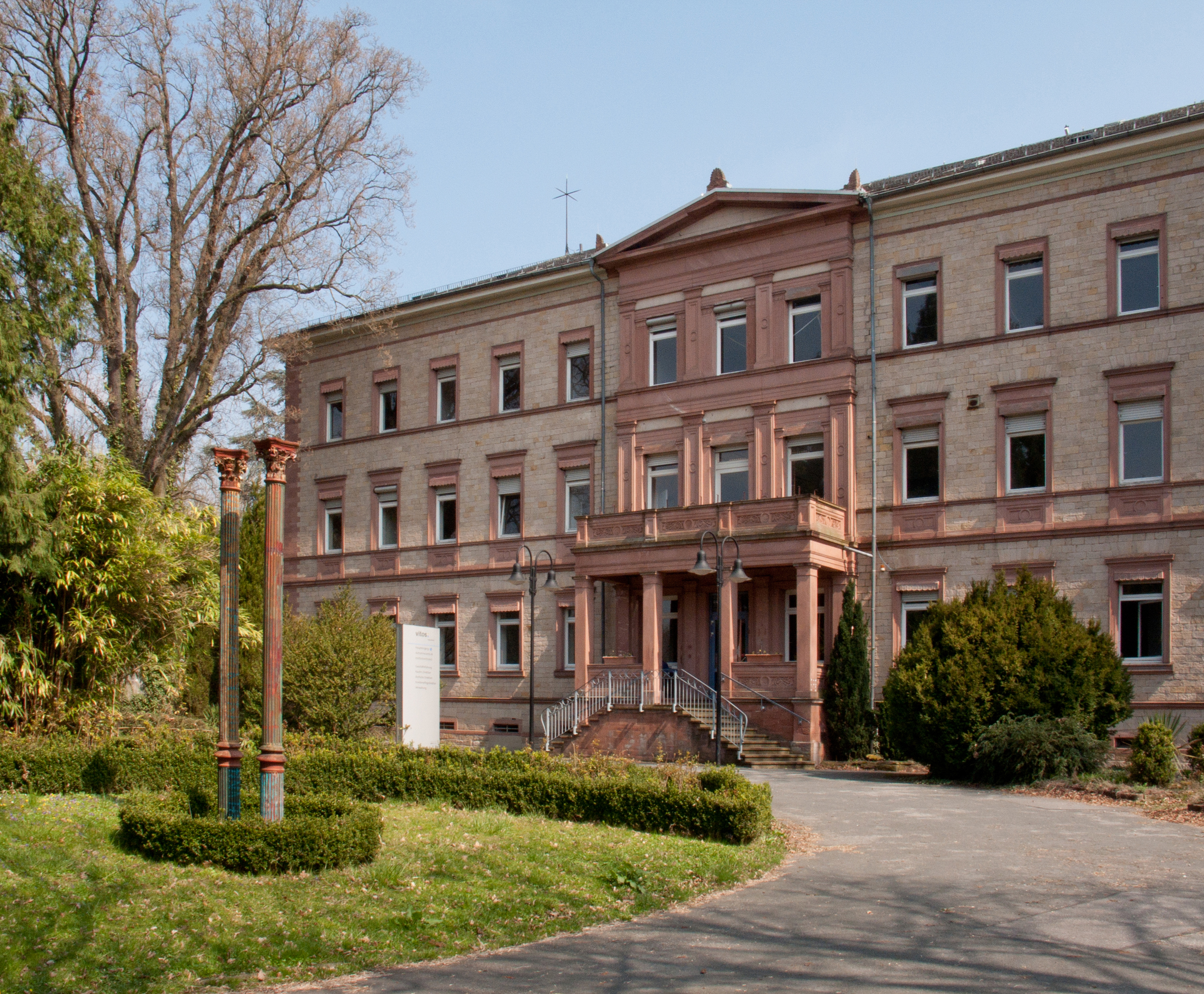
Rondell und ehemaliges Verwaltungsgebäude an der Hauptzufahrt

Die Landesirrenanstalt Heppenheim war eine psychiatrische Klinik am südlichen Stadtrand von Heppenheim (Bergstraße) im Bundesland Hessen. Sie wurde 1866 als Großherzogliche Landesirrenanstalt eingeweiht. Die Gebäude liegen heute im Arboretum Heppenheim. Die schlossartige zentrale Baugruppe, die Kegelbahn, die ehemaligen Pforten- und Isolierhäuser wurden im Stil des Klassizismus erbaut und stehen unter Denkmalschutz.
Nach der Schließung wurden die Gebäude zu Eigentumswohnungen umgebaut, seit 2015 nennt sich die Anlage The Bergstraße Sports & Country Club.

## Geschichte

### Gründung und „Vorbild für Deutschland“
Um 1850 verfügte das Großherzogtum Hessen nur über eine psychiatrische Klinik, das Philippshospital in Hofheim bei Riedstadt. Ihre Gebäude waren in schlechtem Zustand und boten nicht die Möglichkeiten, die die zeitgenössische Psychiatrie für die Behandlung seelisch erkrankter Menschen benötigte. Daher beauftragten die Landstände 1857 den Hofheimer Klinikdirektor Georg Ludwig (1826–1910), ein neues Krankenhaus an anderem Standort zu konzipieren. Wohl wegen der verkehrsgünstigen Lage und der reizvollen Landschaft an der Bergstraße fiel die Wahl auf Heppenheim. Georg Ludwig plante die Klinik in Zusammenarbeit mit den Architekten Christian Friedrich Stockhausen (1799–1870), Friedrich Obenauer (1825–1905) und Paul Amelung (1823–1868). Die Bauarbeiten begannen 1861 und waren am Jahresende 1865 abgeschlossen. Am 2. Januar 1866 wurden die ersten Patienten (beiderlei Geschlechts) aufgenommen. Georg Ludwig übernahm die Leitung.
Für damalige Verhältnisse war die Klinik eine fortschrittliche psychiatrische Einrichtung. In Fachkreisen genoss sie den Ruf, in Architektur, Einrichtung und Umgebung ein „Vorbild für Deutschland“ zu sein. Als früher Vertreter der Behandlung ohne Zwangsmaßnahmen verzichtete Direktor Georg Ludwig so weit wie möglich auf Fixierung oder Körperstrafe. Im Geiste Ferdinand von Ritgens sah Ludwig psychische Krankheiten als Gebrechen des Gehirns an, die man – ähnlich einem gebrochenen Arm – durch Ruhe und maßvolle Anregung therapieren oder zumindest lindern konnte. Im Sinne der Einheitspsychosen-Theorie versuchte man in Heppenheim, die Patienten von allem fernzuhalten, was Melancholie auslösen konnte; denn diese galt als Grundlage aller seelischen Krankheiten. Gebäude und Garten sollten dazu das geeignete Umfeld bilden. Die klassizistische Architektur stellte durch Ordnung, Symmetrie und Helligkeit der Räume den Gegenpol zum geistigen Chaos der Insassen dar. Die Zimmer waren mit großen Fenstern ausgestattet, die viel Tageslicht einfallen ließen und Aussicht auf den Garten gewährten. Dieser bot einen großen Reichtum an Baumarten, Blattfärbungen und Düften. Kegelbahn, Boule-Spiel und Gartenarbeit dienten der Freizeitbeschäftigung.

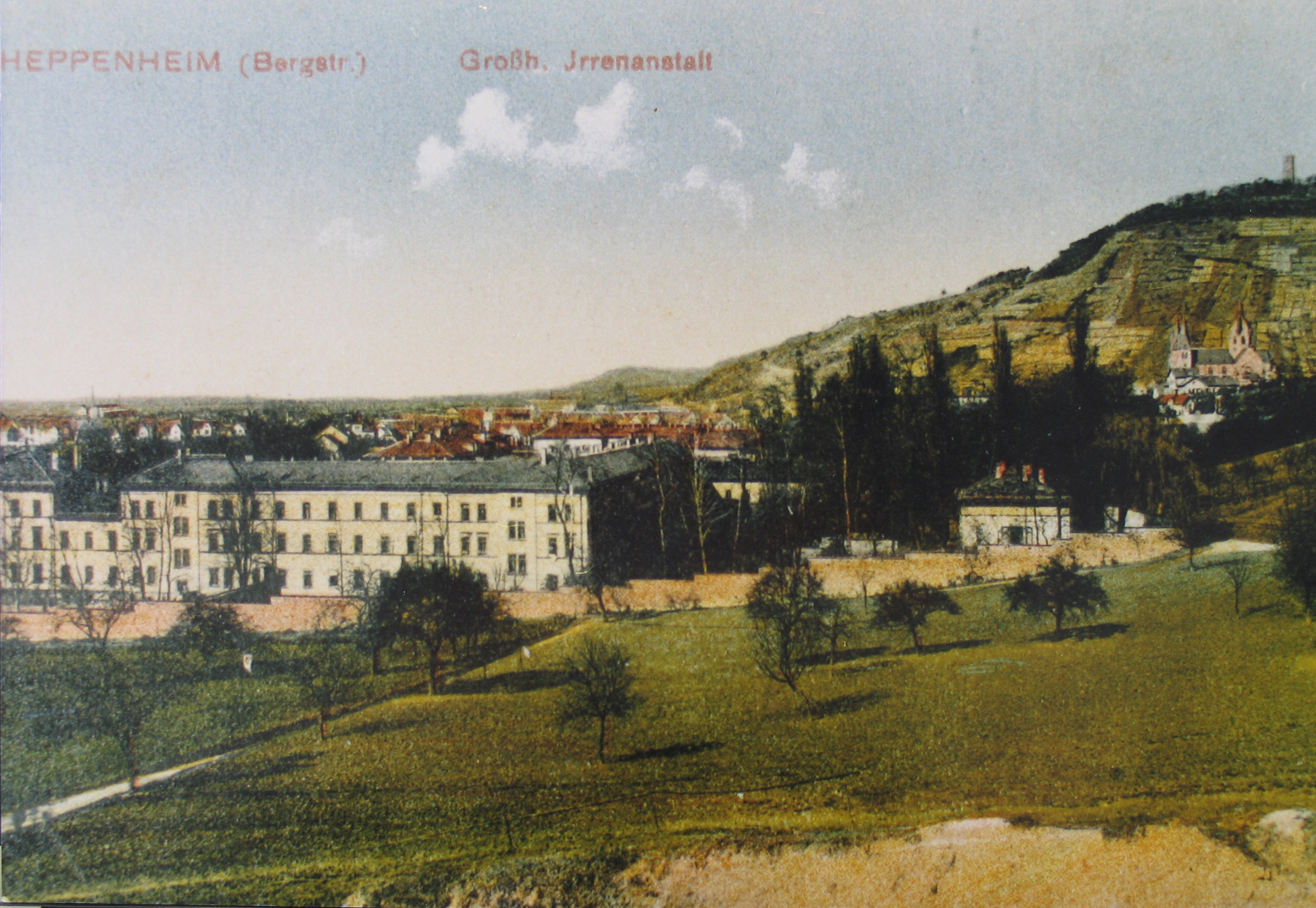
Blick auf die Landesirrenanstalt Heppenheim gegen Norden, zwischen 1892 und 1914. Gut zu erkennen ist die Einbettung der Klinik in die umgebende Natur- und Kulturlandschaft. Links ist der Patientenflügel, rechts das Isolierhaus für weibliche Insassen zu sehen.

### Erweiterung und Neuausrichtung
Da die Zahl der Insassen ständig wuchs, musste die Klinik zwischen 1866 und 1892 umfangreich erweitert werden. Die Patientenflügel wurden mehrfach aufgestockt; 1872 entstanden im Osten des Grundstücks zwei Isolierhäuser, in denen Patienten mit Tobsucht oder ansteckenden Krankheiten für begrenzte Zeit untergebracht wurden.
Unter Leitung von Heinrich Adolf Dannemann führte die Anstalt in den 1920er Jahren die Arbeitstherapie ein. In der Folge wurden ein Schweine- und Hühnerstall und weitere Gebäude für Land-, Garten- und Viehwirtschaft errichtet.

### Zeit des Nationalsozialismus
Wie fast alle psychiatrischen Einrichtungen des Deutschen Reiches war auch die Klinik Heppenheim von Verbrechen der nationalsozialistischen Rassenhygiene betroffen. Ab 1934 wurde eine unbekannte Zahl von Insassen zwangsweise sterilisiert. 1940 erreichte die „Aktion T4“ die Klinik: Mindestens 59 Männer und Frauen fanden in der Tötungsanstalt Hadamar den Tod. 24 jüdische Patienten wurden in der Tötungsanstalt Brandenburg ermordet, das Schicksal von 67 weiteren ist unbekannt.
Durch die Deportation war das Krankenhaus 1941 praktisch entvölkert. Die Wehrmacht zweckentfremdete die Gebäude daraufhin als Lazarett für Kriegsgefangene. Während die französischen Gefangenen ausreichende Versorgung erhielten, wurden die sowjetischen Häftlinge aus rassistischen Vorbehalten heraus absichtlich vernachlässigt. 385 starben an ihren Verletzungen und den unmenschlichen Haftbedingungen. Sie sind heute auf dem Soldatenfriedhof in Auerbach bei Bensheim bestattet.
Seit den 1990er Jahren erinnert eine Tafel an die Opfer, die der Nationalsozialismus in der Heppenheimer Klinik gefordert hat. Sie befindet sich seit 2014 am neuen Standort neben dem Kreiskrankenhaus. Die jetzige Eigentümerin, die Nürnberger terraplan-Gruppe, plant im Rahmen des Umbaus einen neuen Gedenkort auf dem alten Klinikgelände einzurichten.

### Neubeginn nach dem Zweiten Weltkrieg
Am Ende des Zweiten Weltkriegs im April 1945 eroberte die US-Armee Heppenheim und befreite die Kriegsgefangenen. Kurze Zeit nutzten die Besatzer die Klinik selbst als Lazarett. Noch 1945 wurde ein Teil der Gebäude im Rahmen der Entnazifizierung in ein Gefängnis für politisch belastete Personen umgewandelt; in den übrigen Gebäuden brachte die US-Armee Displaced Persons unter.
Nach Ende der Fremdnutzungen konnte die psychiatrische Klinik 1948 ihre Arbeit wieder aufnehmen; der neu gegründete Landeswohlfahrtsverband Hessen übernahm 1953 die Trägerschaft. In den 1960er Jahren setzten sich in Heppenheim aktuelle Reformen auf dem Gebiet der Psychiatrie durch, die den Patienten mehr Selbstbestimmung und Freiheiten gewährten. Die Vergitterung der Fenster wurde entfernt, neue Gemeinschaftsräume geschaffen und der bis dahin geschlossene Park für die Öffentlichkeit zugänglich gemacht. 1987 hob die Klinikleitung die Geschlechtertrennung auf. Auf dem Grundstücksteil im Osten der Hauptgebäude wurden ab den 1950er Jahren mehrere Neubauten – Festsaal, Kapelle und Wäscherei – errichtet.

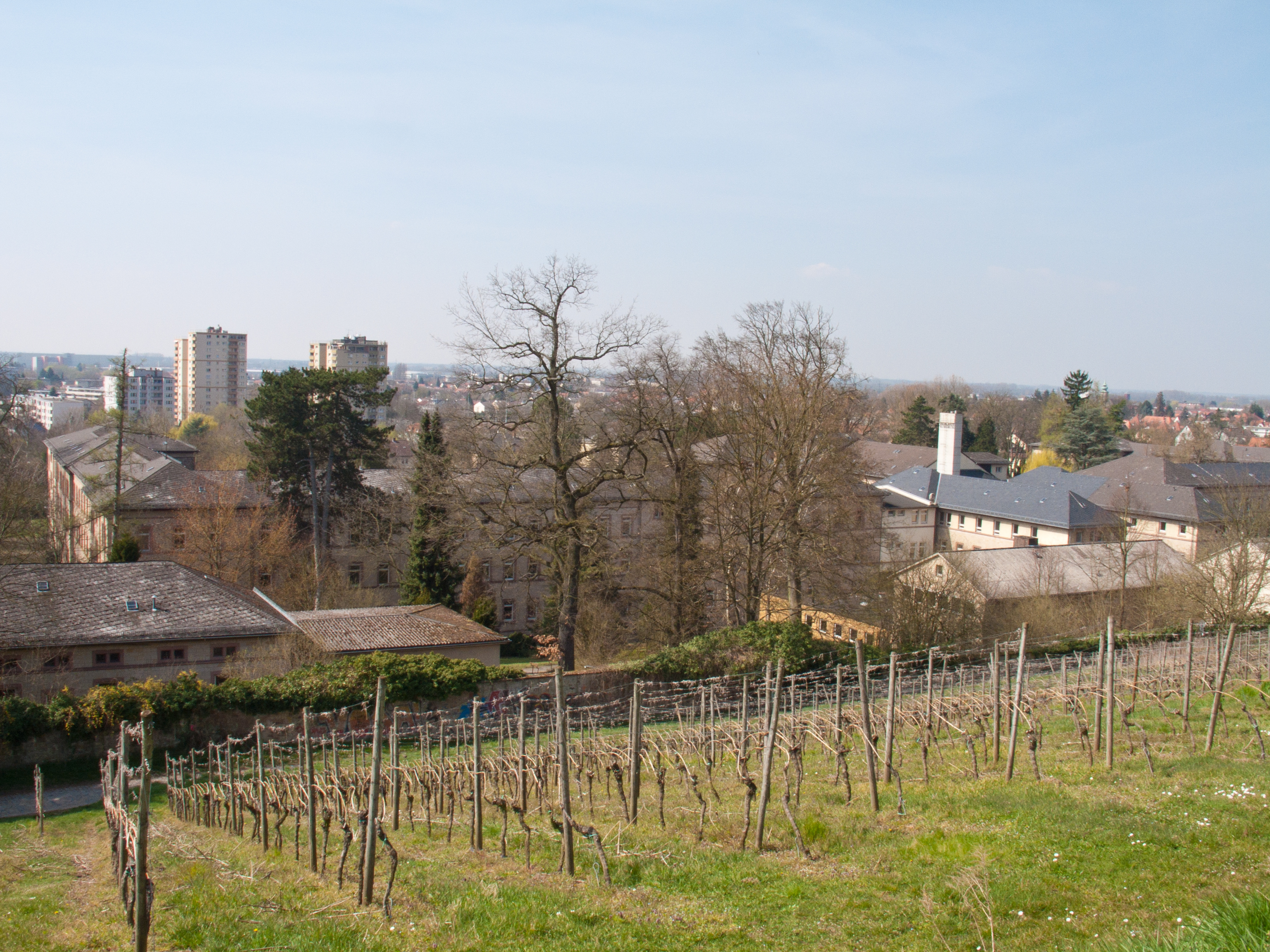
Gesamtansicht des Areals von den Weinbergen im Osten

### Umnutzung zur Wohnanlage
Wegen Platzmangels und hoher Instandhaltungskosten entschied sich die Betreibergesellschaft der Klinik Vitos Heppenheim im Jahr 2008, ihren Standort an der Ludwigstraße aufzugeben. Seit 2010 entstand neben dem Kreiskrankenhaus ein Neubau nach Plänen des Frankfurter Büros Witan Ruß Lang Architekten. Der Umzug war im September 2014 abgeschlossen.
2014 erwarb das durch Erik Roßnagel vertretene Immobilienunternehmen terraplan aus Nürnberg das Gelände der alten Klinik an der Ludwigstraße. Die Planung der Bauherrin sieht vor, die unter Denkmalschutz stehenden Bauten zu sanieren und in eine Wohnanlage unter dem Namen The Bergstraße Sports & Country Club umzuwandeln. In drei Bauabschnitten sollen 180 Eigentumswohnungen entstehen. Fitnessstudio, Weinkeller und Grillplatz werden Teil der Sport- und Gemeinschaftsbereiche für die künftigen Bewohner. Die Pfortenhäuser an der Zufahrt im Westen sollen in Zukunft Gewerbe beherbergen. Die Sanierungsplanung für die Gebäude liegt in Händen des Berliner Architekten Uwe Licht vom Büro raumwandler.de. Der Beginn der Arbeiten am ersten Bauabschnitt (dem nördlichen Flügel) ist für November 2015 bzw. witterungsbedingt für das erste Quartal 2016 vorgesehen. Mit Bezug auf ihr topografisches Umfeld erhalten die Hauptgebäude der Anlage die neuen Namen Starkenburg-Flügel (Nordflügel), Maiberg-Flügel (Verwaltungs- und Wirtschaftsbau) und Weingarten-Flügel (Südflügel).
Der frühere Festsaal mit dem Café „Zum Eckweg“ wird derzeit unter neuem Pächter weiter genutzt. Langfristig sollen die nach 1945 errichteten Bauten im Ostteil des Grundstücks durch fünf Mehrfamilienhäuser mit 65 weiteren Eigentumswohnungen ersetzt werden. Die beiden früheren Isolierhäuser im Süd- bzw. Nordosten der Anlage stehen unter Denkmalschutz und bleiben erhalten.

## Anlage und Architektur
Im Zusammenspiel von Architektur, Gartenkunst und ihrer Einbettung in Umgebung bilden die 1861 bis 1892 errichteten Klinikbauten ein Gesamtkunstwerk des Klassizismus. Ihre Gestaltung ist das Ergebnis von kulturgeschichtlichen Entwicklungen, Theorien der Psychiatrie, der Architektur und des Gartenbaus der Zeit um 1860. Für den Bau wurden Gelb- und Rotsandstein aus der Gegend um Heppenheim verwendet.

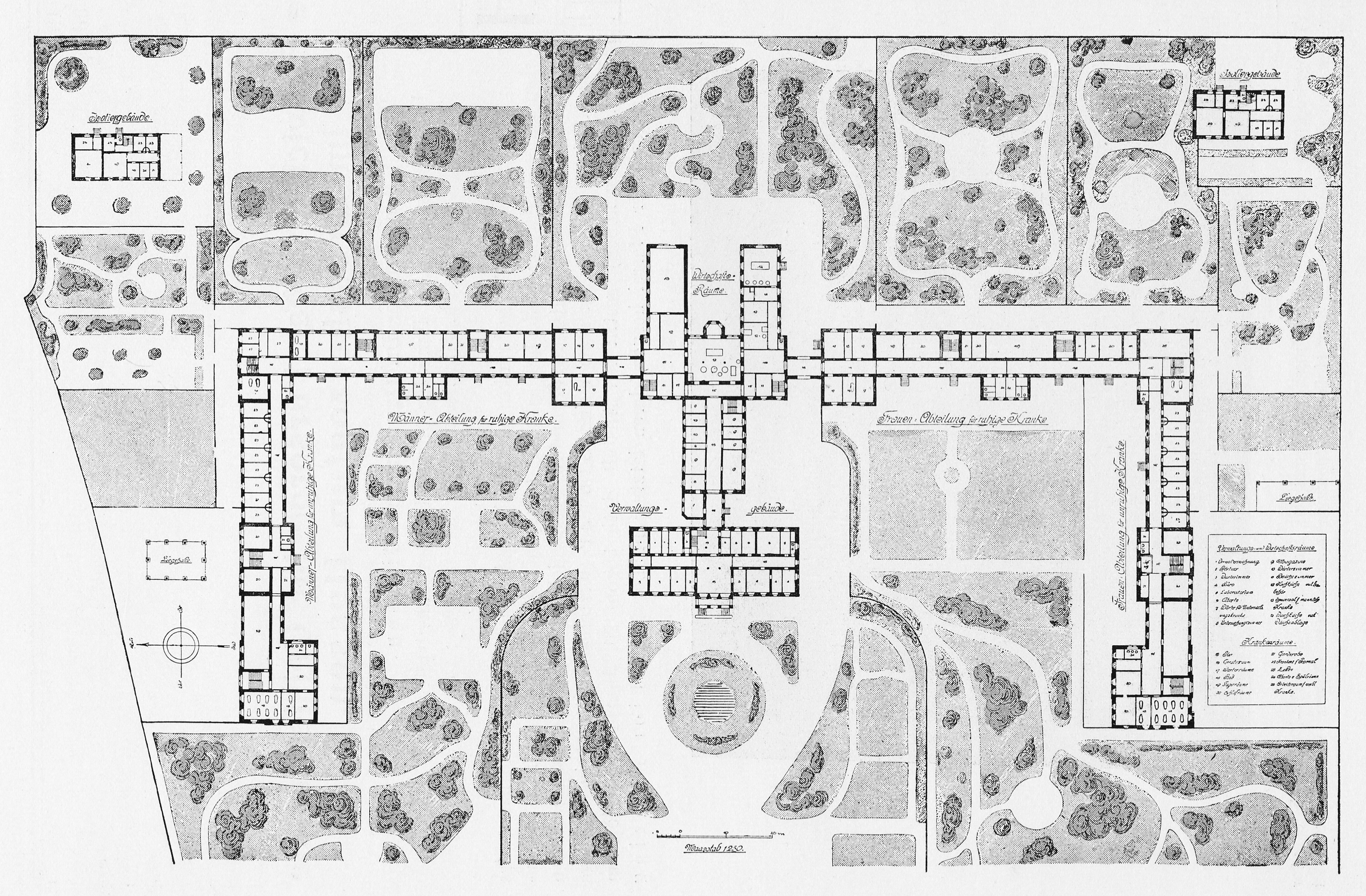
Gesamtplan der Landesirrenanstalt, 1892/1910. Die L-förmigen Patientenhäuser sind wie die Flügel eines Schlosses zu beiden Seiten des Verwaltungsgebäudes angeordnet.

### Vorbild
Vorbild und Anregung für die funktionale Planung der Klinik waren die Anstalt Illenau und die Traktate des dortigen Klinikleiters Christian Friedrich Wilhelm Roller. Wie die Illenau wurde auch die Klinik in Heppenheim außerhalb der städtischen Bebauung errichtet und in die Natur- und Kulturlandschaft der Bergstraße eingefügt. Der Erbach stellte frisches Quellwasser bereit; die Höhen des Essigkamms im Osten bildeten einen natürlichen Schutz gegen Wind und Wetter. Die Verbindung von Therapieraum und Natur stellte nach Auffassung der zeitgenössischen Psychiatrie und Hygienevorstellungen das ideale Setting für die Behandlung seelischer Krankheiten dar.
Die nach Geschlechtern getrennten Patientenhäuser mit L-förmigem Grundriss wurden im Norden bzw. Süden des Verwaltungs- und Wirtschaftsgebäudes angeordnet. Während die ruhigen Patienten Zimmer nah am Verwaltungsgebäude bezogen, wurden die lauten und tobsüchtigen in den entfernten Teilen des Flügels untergebracht. Dadurch sollte gewährleistet sein, dass die lauten Insassen den Klinikbetrieb möglichst wenig störten. Über den Hof war es den Ärzten trotzdem möglich, im Notfall rasch zu den tobenden Patienten zu gelangen.

### Park
Der Park mit Erholungs- und Gemeinschaftsflächen für die Insassen, der die Klinikbauten umgibt, wurde in der Art zeitgenössischer Stadtparks und Villengärten mit heimischen und exotischen Bäumen, Sträuchern und Blumen bepflanzt. Als von Mauern begrenzter Ausschnitt der Natur diente er ursprünglich der Erholung und Zerstreuung der Patienten. Im Rahmen der Sanierung ab 2015 wird der Park durch das Büro für Gartenplanung Oehm & Herlan aus Nürnberg instand gesetzt. Auch künftig wird er als Baumpark (Arboretum) der Öffentlichkeit zugänglich sein. Anfang 2015 erschien ein Buch, das künftigen Besuchern Geschichte und botanische Besonderheiten des Arboretums erläutert.

### Gestaltung als Schloss
Die Hauptgebäude und Pfortenhäuser sind symmetrisch angeordnet und spiegelbildlich gestaltet. Den Mittelpunkt von Grundstück und Bauten stellt das Verwaltungsgebäude als Corps de logis dar. Sein Mittelrisalit mit Freitreppe und Altan bildet den Point de vue der Auffahrt von der Ludwigstraße her. Die beiden Patientenhäuser mit ihrem L-förmigen Grundriss fassen den westlichen Teil des Arboretums wie einen Ehrenhof ein. Der weitläufige Park mit exotischen Pflanzenarten, die Symmetrie der Gebäude und die Gestaltung ihrer Fassaden im Stil der griechischen Antike verleihen der Gesamtanlage die Anmutung eines Schlosses.
Die schlossartige Gestaltung öffentlicher Einrichtungen (besonders von Regierungsgebäuden, Museen, Universitäten und Krankenhäusern) ist für die Architektur um die Mitte des 19. Jahrhunderts typisch. Das Bürgertum hatte sich im Verlauf des Jahrhunderts durch Revolutionen und Reformen mehr und mehr politische Teilhabe sichern können – auch im Großherzogtum Hessen, das 1820 in eine konstitutionelle Monarchie umgewandelt worden war. Durch die Übernahme adliger Bauformen verlieh das Bürgertum seinem Herrschaftsanspruch Ausdruck. In Heppenheim wurde der Charakter des „Krankenhausschloß[es]“ durch die ausgeprägte Symmetrie der Gebäude und die aufwändige Gartengestaltung mit Auffahrt und Ehrenhof besonders augenfällig zur Geltung gebracht.

### Sanierung der historischen Bauten
Im Rahmen der Sanierung ab 2015 sollen die unter Denkmalschutz stehenden Gebäude wieder ihrem ursprünglichen Zustand angenähert werden. Die nachträglich errichteten Verbindungsgänge zwischen dem ehemaligen Verwaltungsgebäude und den Patientenflügeln werden abgebrochen, so dass die drei Bauten wieder frei stehen. Laut Bauherrin Terraplan wird die ursprüngliche Teilung der Fenster wiederhergestellt. Die Fassaden sollen teilweise mit Balkonvorbauten versehen werden, in den Dachgeschossen sind hinter den Sandsteintraufen Gauben und Terrassen vorgesehen. In den Gewölbekellern sollen nach Plan des Berliner Innenarchitekten Eugen Gehring verschiedene Gemeinschaftsbereiche wie Fitnessstudio, Sauna und Weinkeller untergebracht werden.

## Bilderstrecke

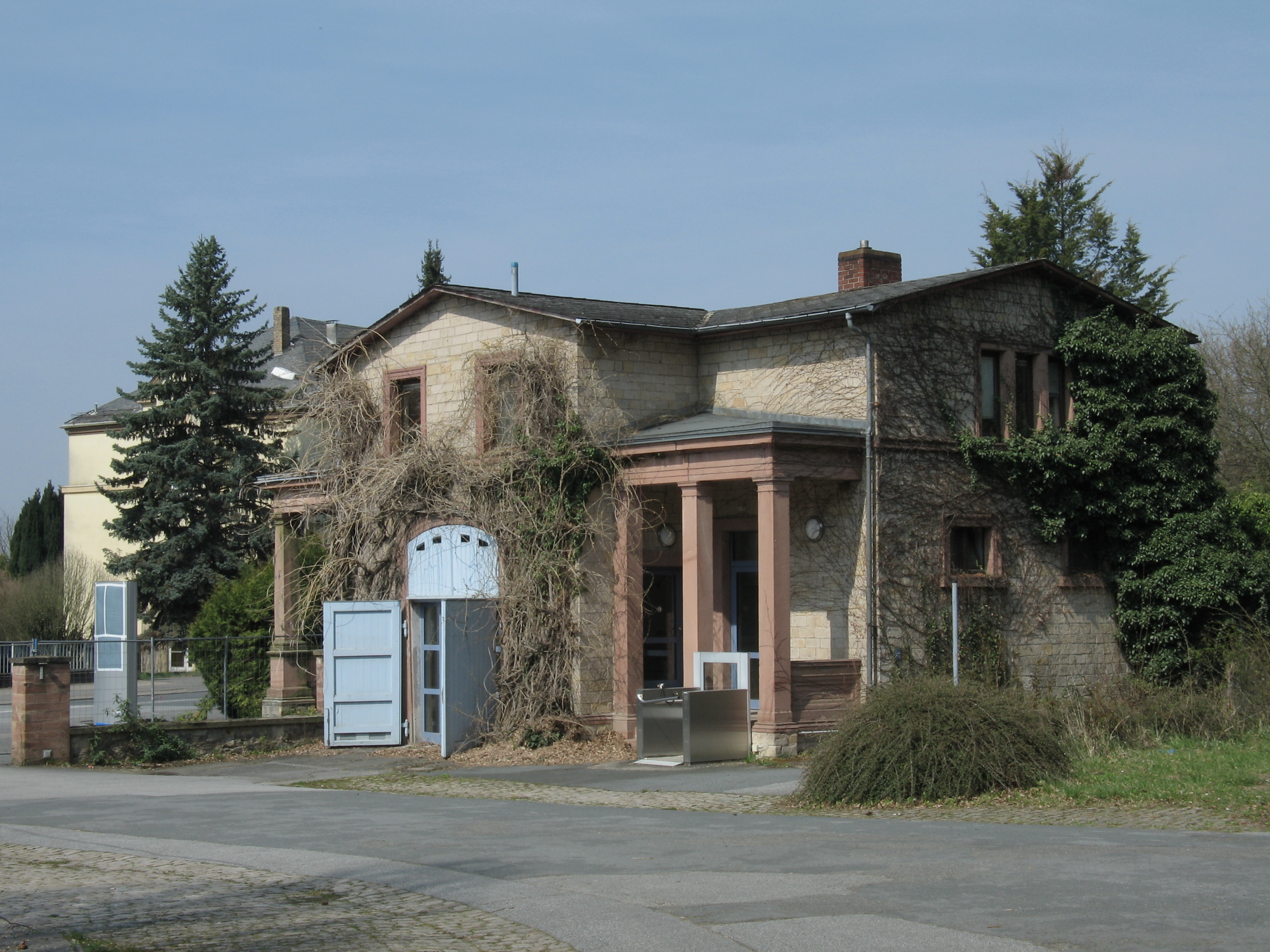
Nördliches Pfortenhaus
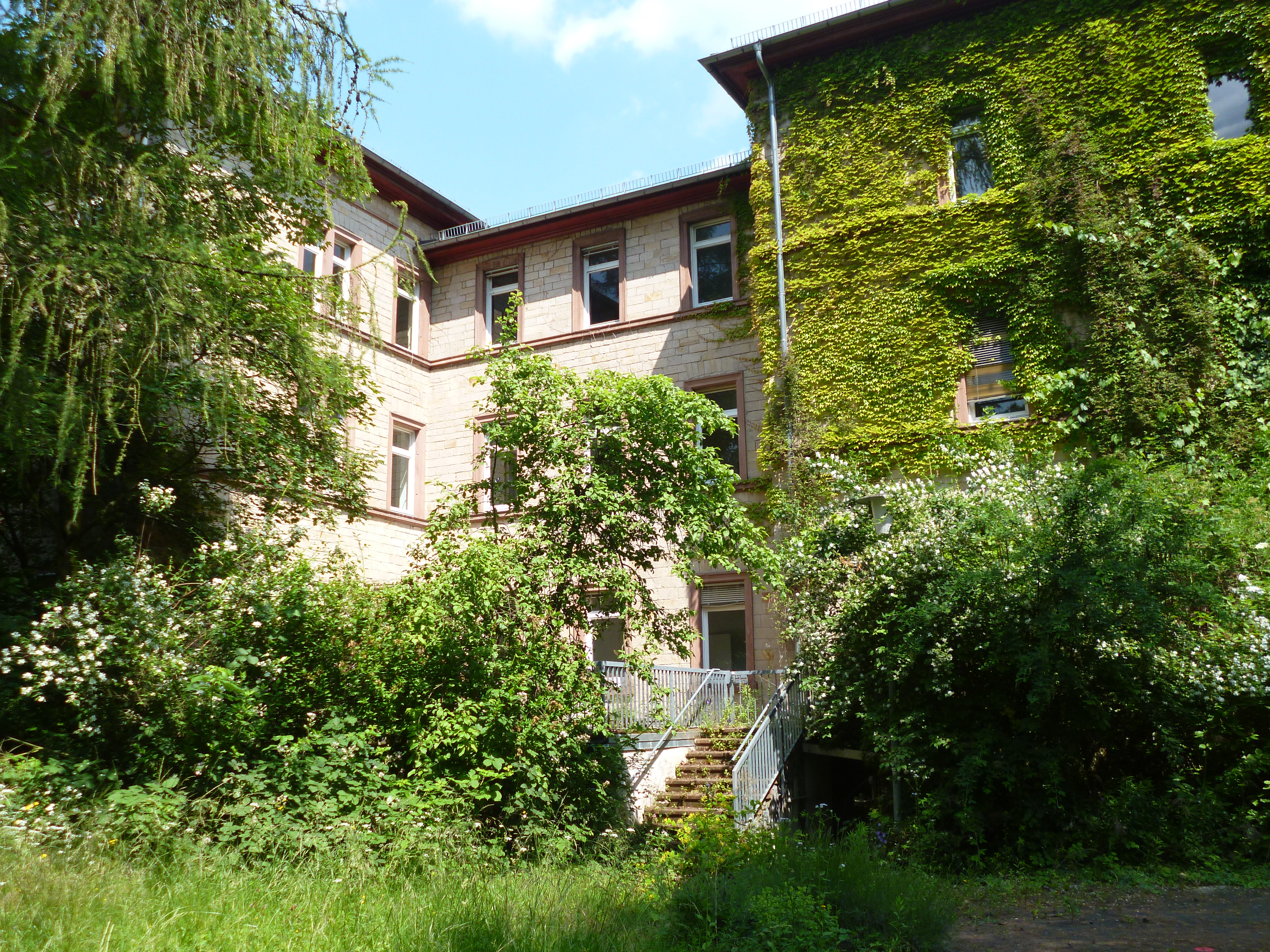
Nordflügel
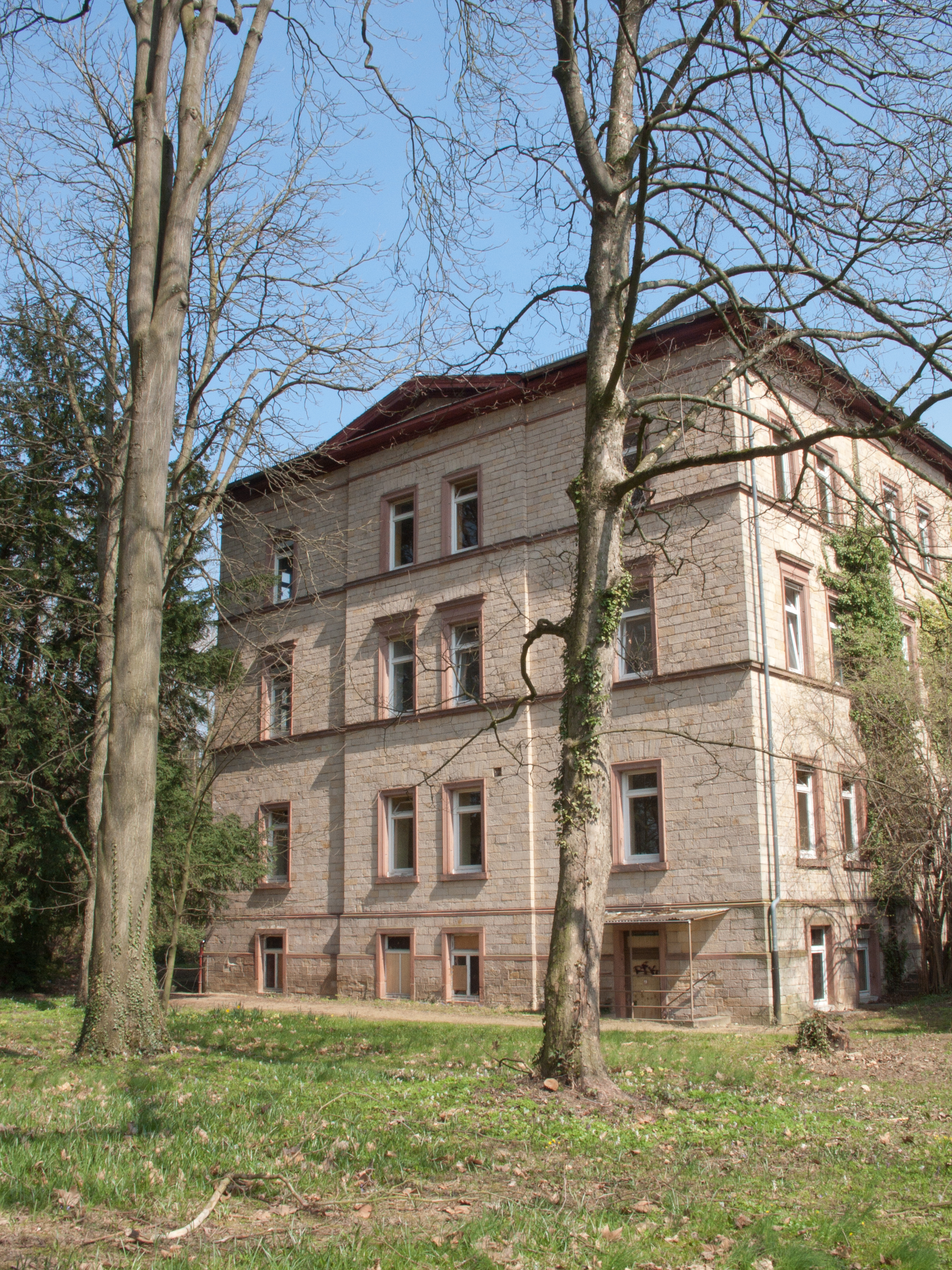
Kopfbau an der Westseite des Nordflügels
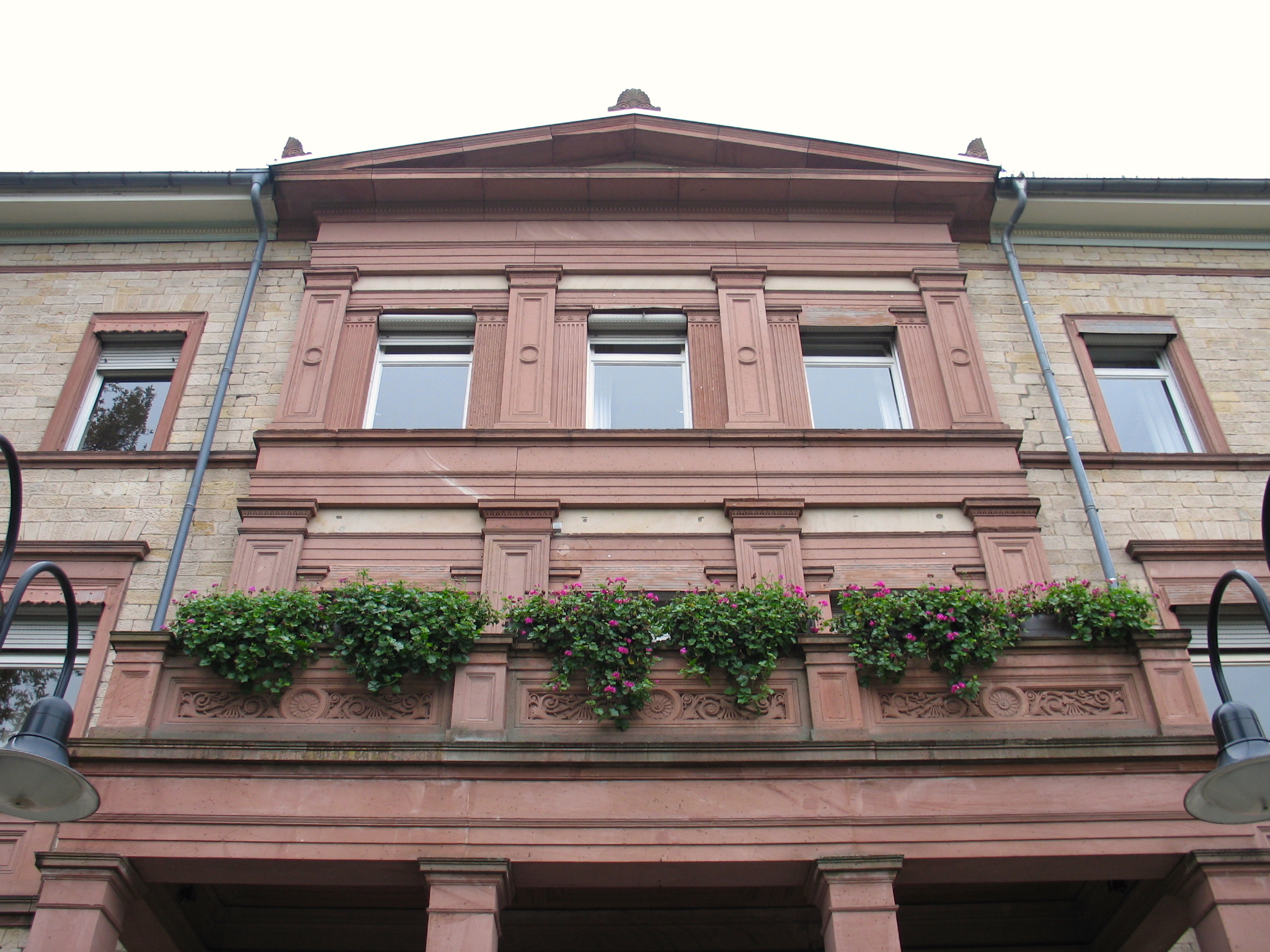
Klassizistischer Giebel am früheren Verwaltungsgebäude
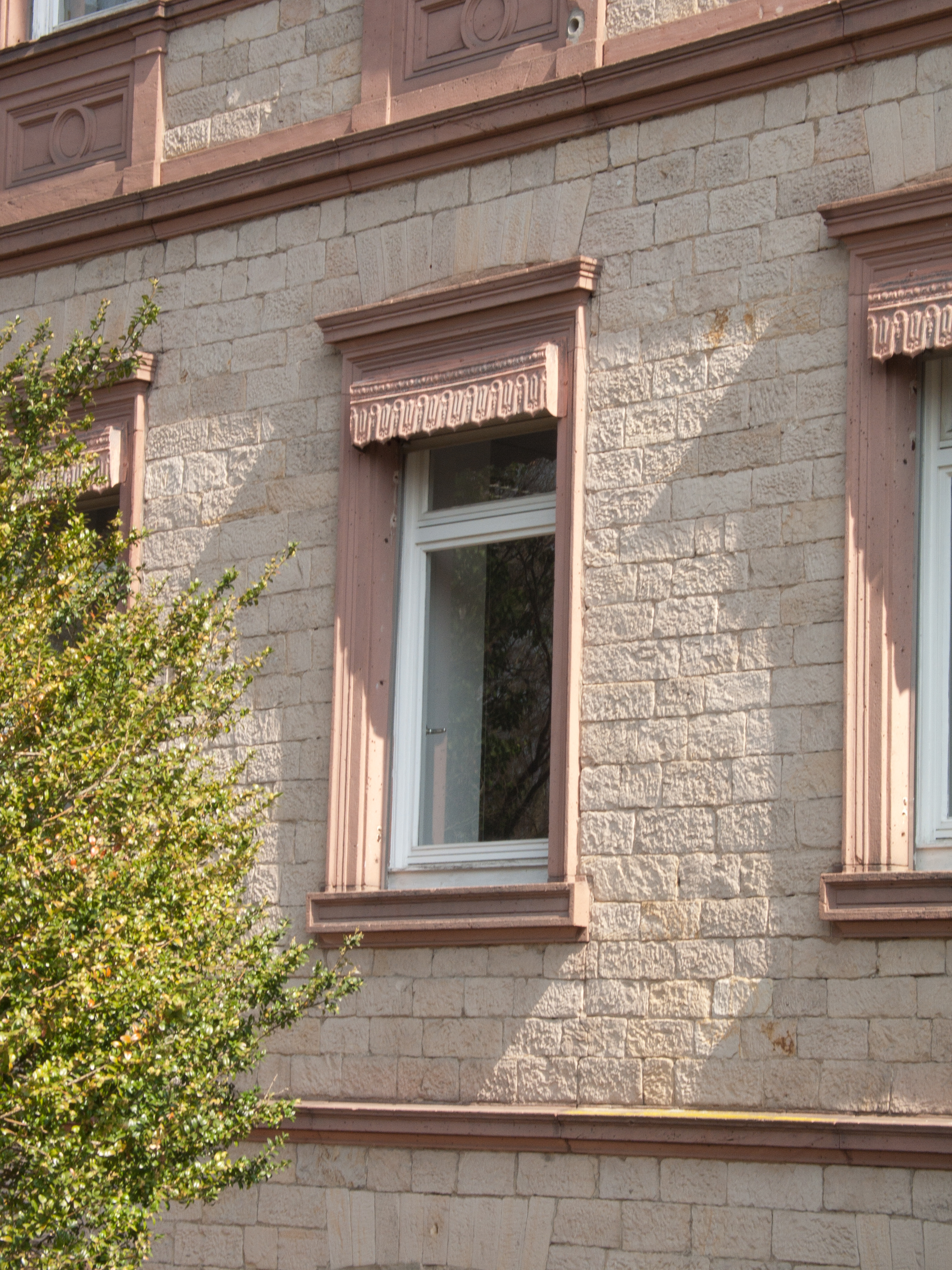
Fenster am Verwaltungsgebäude mit historischer Jalousien-Schabracke
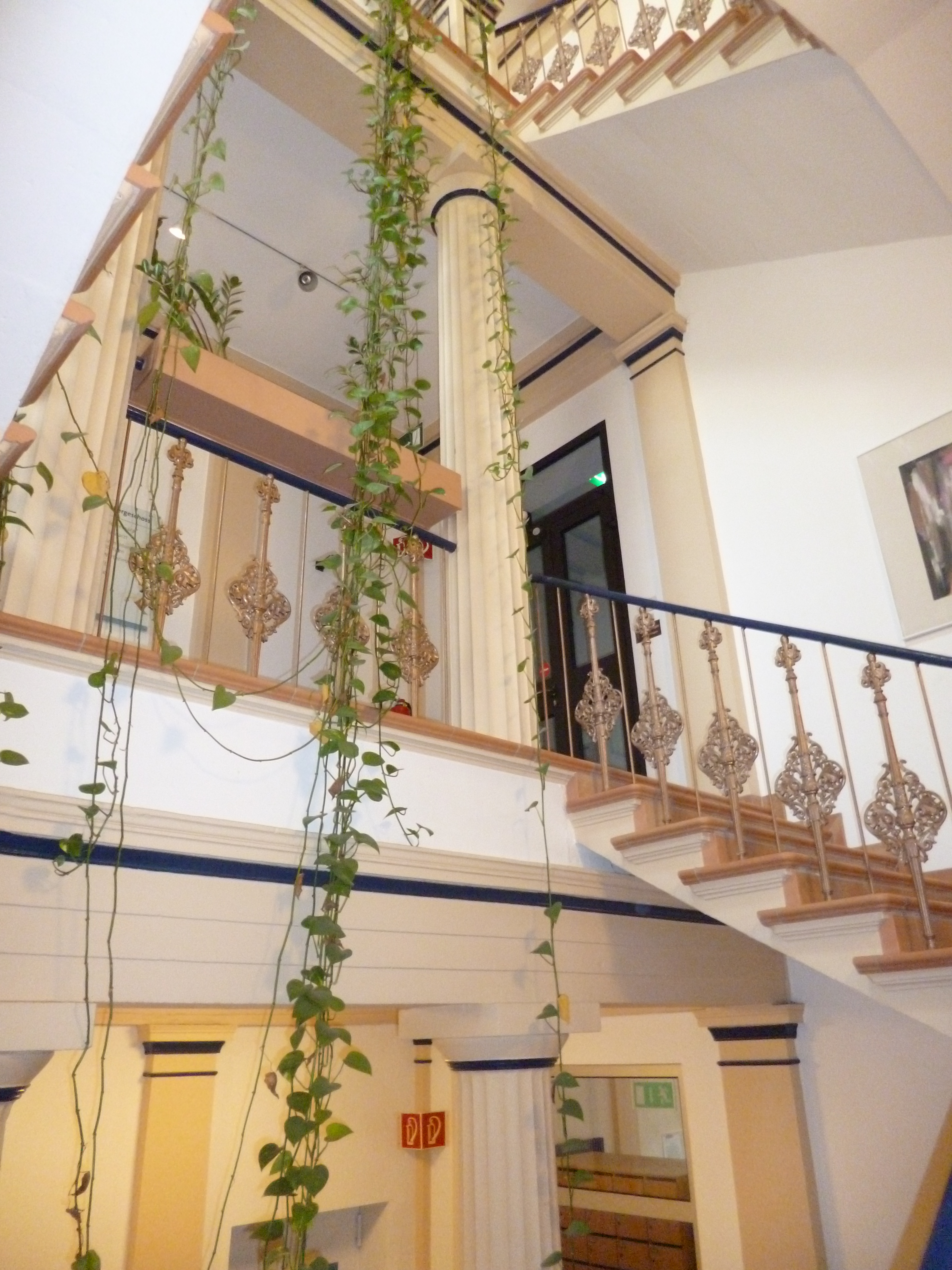
Klassizistisches Treppenhaus im Verwaltungsgebäude
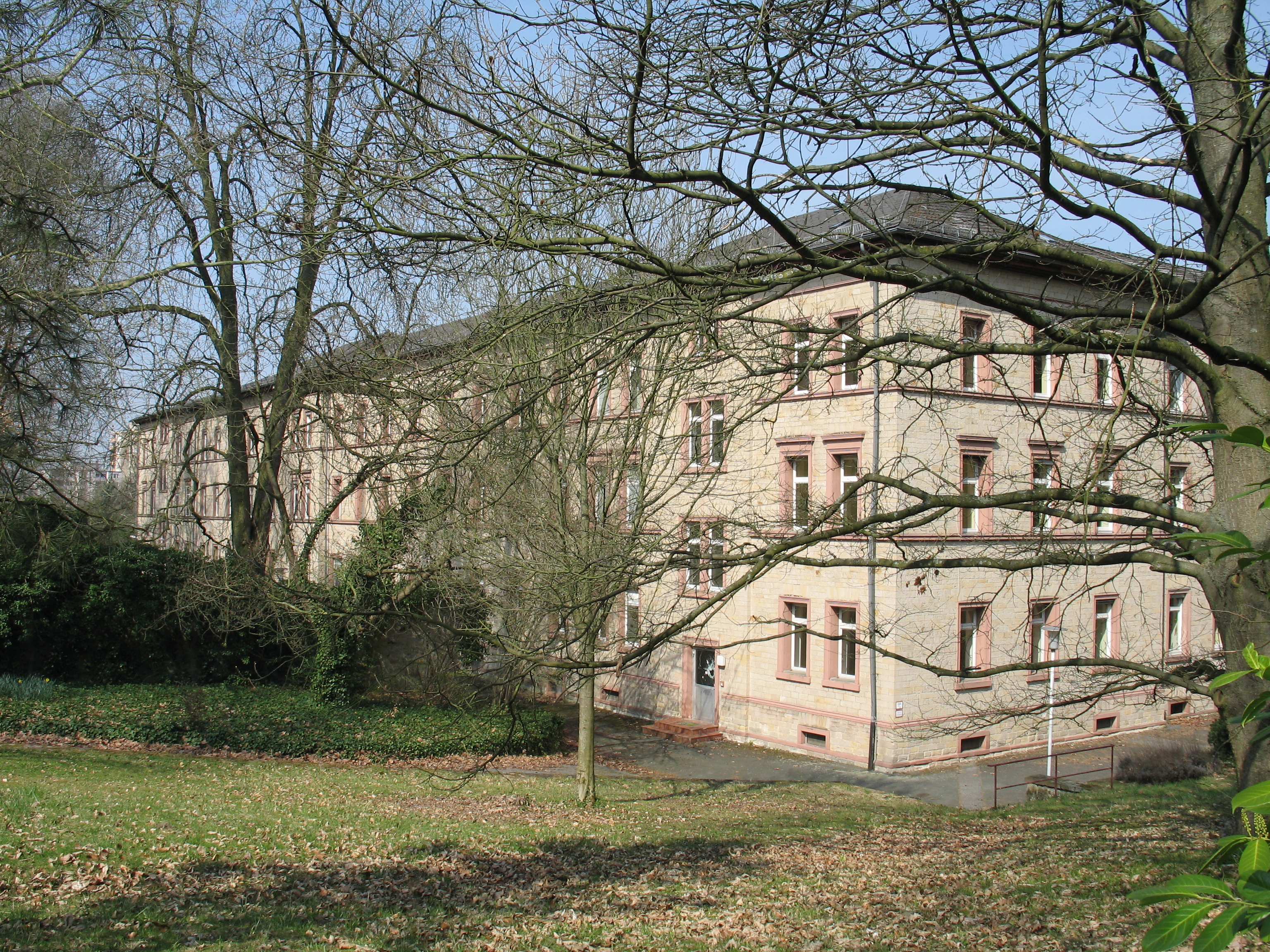
Südflügel
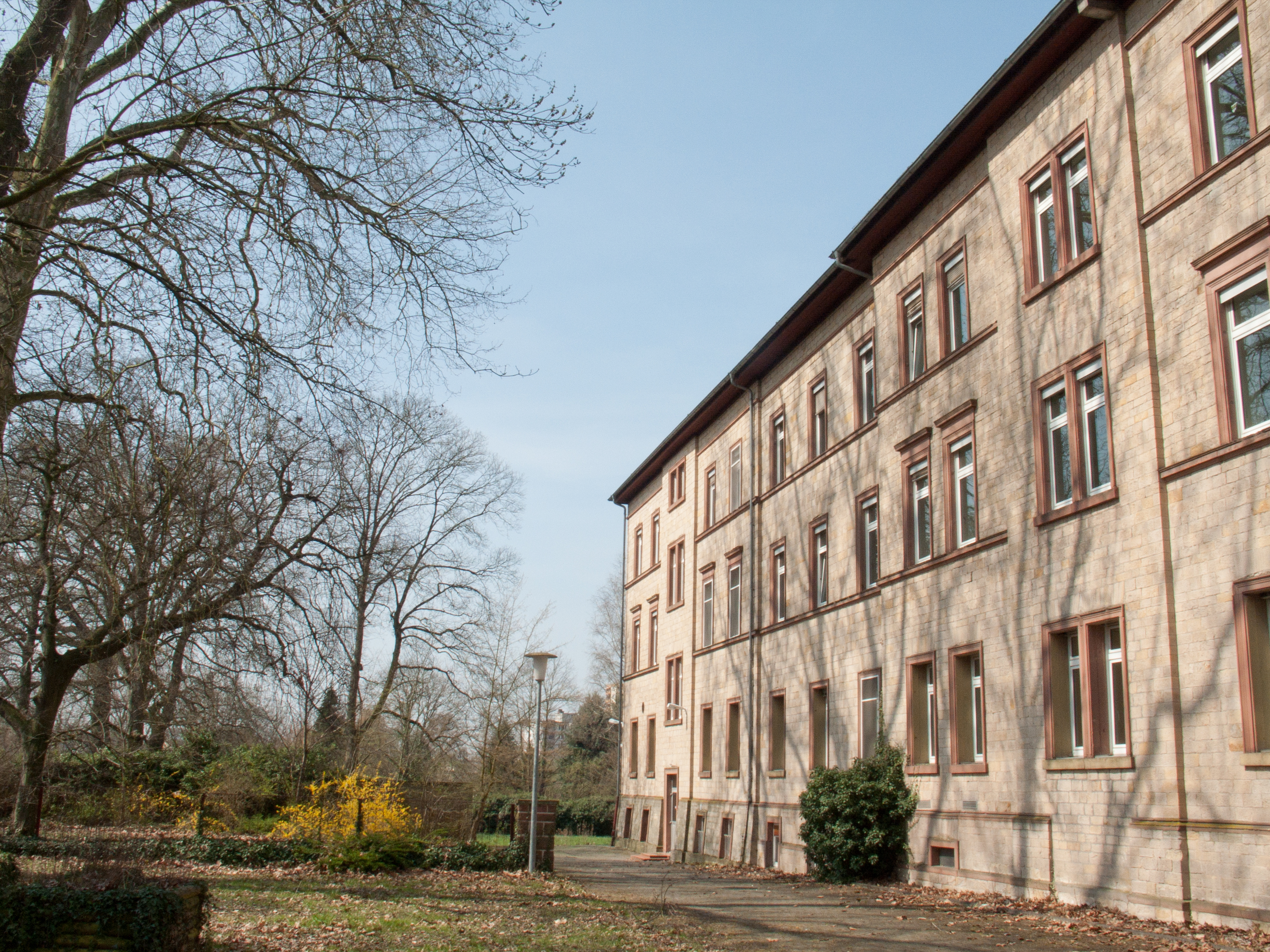
Südflügel mit Blick ins Arboretum Heppenheim an der Bergstraße
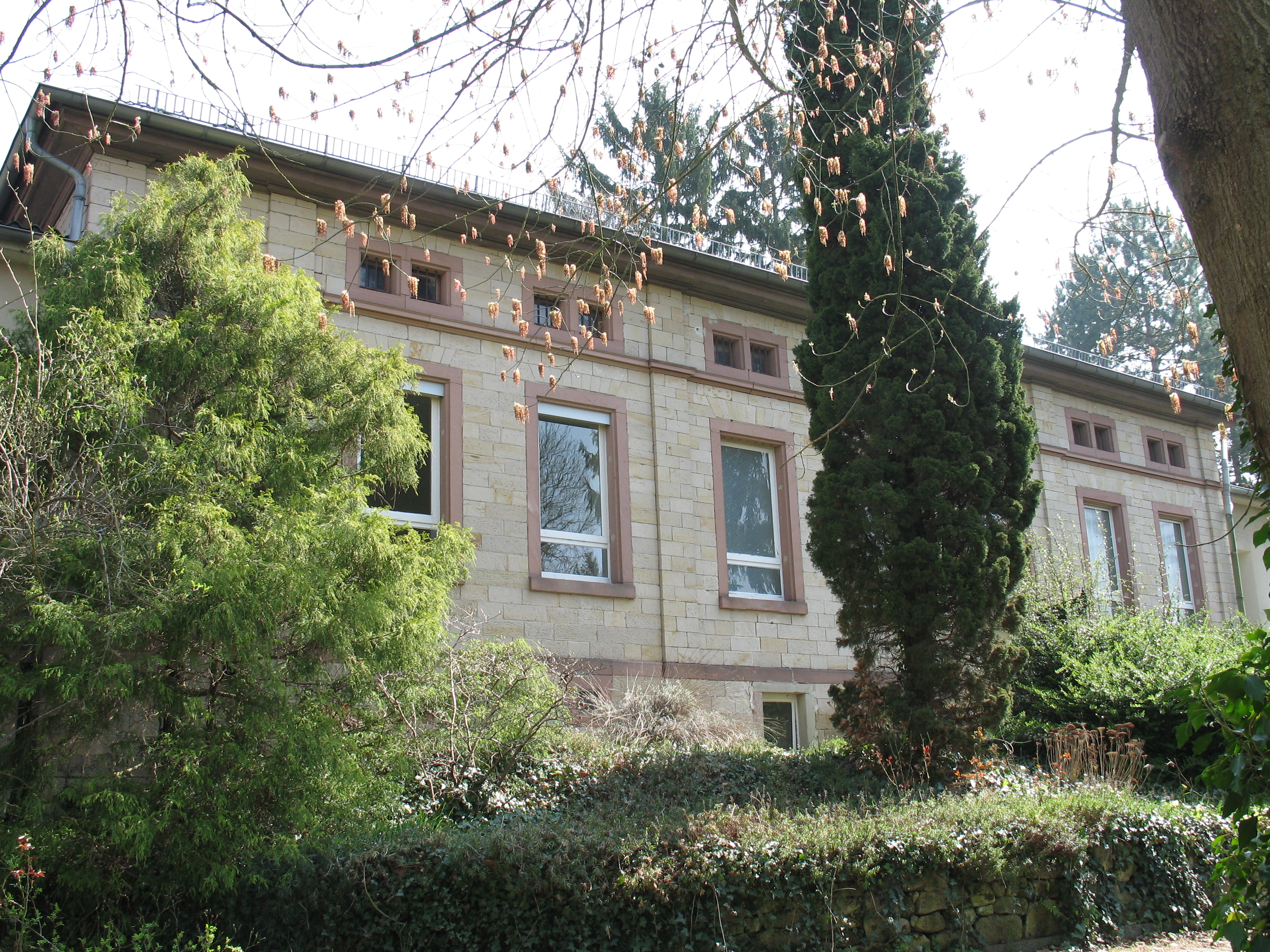
Ehemaliges Isolierhaus für Patientinnen

## Weitere Psychiatrien in Hessen
siehe Liste von Psychiatrien in Hessen